# Karl Zuschneid
Karl Zuschneid (* 29. Mai 1854 in Oberglogau, Königreich Preußen; † 1. August 1926 in Weimar, Deutsches Reich) war ein deutscher Musikpädagoge und Komponist.

## Leben
Karl Zuschneid hatte in Oberglogau Unterricht bei Therese Hoschek. Er arbeitete als Buchhandlungsgehilfe in Freiburg im Breisgau. 1876 begann er Studium am Königlichen Konservatorium für Musik Stuttgart. Zu seinen Lehrern zählten Sigmund Lebert, Ludwig Stark, Dionys Pruckner, Reinhold Seyerlen und Immanuel Faißt. Ab 1879 war Assistent des Musikdirektors, Dirigent der Liedertafel und Musiklehrer in Göttingen. In Minden übernahm er 1890 die Leitung des Musikvereins. 1897 ging er nach Erfurt. Hier wurde er Chordirigent des Sollerschen Vereins und des Männergesangvereins. 1907 wurde er Direktor der Hochschule für Musik in Mannheim. Nachdem er 1914 zum Großherzoglichen Professor ernannt worden war, blieb er noch bis 1917 an der Hochschule. Danach ließ er sich in Bad Homburg nieder.

## Werke (Auswahl)
Beim Chr. Friedrich Vieweg Musikverlag, Berlin-Lichterfelde ist ein Werkverzeichnis Zuschneids erschienen.

### Kompositionen
Karl Zuschneid verfasste zahlreiche Chorwerke für Männerchor und genischten Chor sowohl a cappella als auch mit Begleitung. Er schrieb Orchesterwerke Kammermusik und Klaviermusik, Sonatinen und Etüden.

#### Werke mit Opuszahl
- Vier Vortragsstücke op. 8 OCLC 165432573
- Drei Unterhaltungsstücke  op. 9 OCLC 165432570
- Hermann der Befreier, ein deutscher Heldensang für Männerchor, Solostimmen und Orchester op. 20, Text: Karl Freiherrn von Beust, Verlag von Chr. Friedr. Vieweg's Buchhandlung, 1897 OCLC 1073837937
- Sechs deutsche Tänze Op.18 (Digitalisat der Tänze 1 bis 3 beim IMSLP)
- Tempo di Polacca op. 24 Nr. 11 (Digitalisat bei Polona)
- Zwei Klavierstücke op. 32, Bote & Bock, Berlin OCLC 487974080
- Mazurka und Gavotte op. 34
- Zwei Klavierstücke op. 36, Bote & Bock, Berlin OCLC 487974080
- Spieltänze für die Jugend für Klavier op. 42, Siegel, Leipzig, um 1890 OCLC 1074863593
- Konzertstück für Violine und Orchester op. 46 (Digitalisat der Fassung für Violine und Klavier beim IMSLP)
- Die Zollern und das Reich, eine Festkantate mit verbindender Deklamation gedichtet von Heinrich Winkler, für gemischten Chor mit Orchester- oder Klavierbegleitung op. 50, Vieweg, Quedlinburg, 1897 OCLC 838778092
- Serenata op. 52 Nr. 1
- Deutsche Lieder nach Gedichten von August Sturm für Männerchor komponiert op. 61, Vieweg, Quedlinburg, 1902 OCLC 1240159731
- Wie es euch gefällt, acht heitere Stücke für die klavierspielende Jugend op. 68, Vieweg, Berlin-Groß-Lichterfelde, 1905 OCLC 634289117
- Klavierstücke op. 72 (Digitalisate beim IMSLP) I Humoreske II Humoreske
- Mazurka op. 76 Nr. 3 OCLC 1074507900
- Zwei Improvisationen für Streichorchester op. 78, Chr. Friedrich Vieweg, Berlin-Gros Lichterfelde OCLC 1068748809 I Schlummerweise II Träumerei
- Drei Klavierstücke op. 79, Vieweg, Berlin-Groß-Lichterfelde, 1908 I Ständchen OCLC 254098894II Elegie OCLC 1248936706 III Capriccio OCLC 1248936686
- Weihnachtsklänge, Fantasiestück für Pianoforte op. 80, Heinrichshofen, Magdeburg OCLC 1073719074
- Sechs Fantasie-Tänze für Klavier op. 81, Vieweg, Berlin-Groß-Lichterfelde, um 1910 OCLC 634933572
- Die Technik des polyphonen Spiels in Vorübungen und ausgeführten Beispielen für Klavier oder Harmonium op. 83, Vieweg, Berlin-Lichterfelde, 1918 OCLC 633399967
- Aus allen Tonarten., 30 Klavier-Etüden zur Förderung der Geläufigkeit und Lesefertigkeit als Ergänzung jeder Klavierstunde. op. 88
- Walzer-Suite für Pianoforte op. 89, Vieweg, Berlin-Groß-Lichterfelde, um 1910 OCLC 254098993
- Drei Sonatinen für Klavier op. 93 I Sonatine G-Dur OCLC 960903404 II Sonatine a-moll III Sonatine C-Dur OCLC 254753645

#### Werke ohne Opuszahl
- Abschied. Incipit: Es glänzt die helle Mondennacht, für Männerchor, Text: Karl Stieler, Praeger & Meier, Bremen OCLC 1006560811
- Bismarcks Geist für eine Singstimme und Klavier OCLC 165432551
- Choeur du dimanche. Andante religioso für Klavier (Digitalisat bei Polona)
- Deutscher Heilruf für dreistimmigen Chor OCLC 780133489
- Deutsches Fahnenlied für eine Singstimme und Klavier OCLC 837755105
- Die Examenskneipe, eine Studentengeschichte mit neuen Kommersliedern in drei Aufzügen, Text: A. Schaefer, Moritz Schauenburg, Lahr, 1895 OCLC 1151357176 (Digitalisat bei Polona)
- Ländler (Digitalisat beim IMSLP)
- Nun ist's genug! für Männerchor, Text: Ch. Schad, Praeger & Meier, Bremen  OCLC 1006560642

### Unterrichtswerke
- Theoretisch-praktische Klavierschule, zwei Teile, 1903
- Theoretisch-praktische Klavierschule, ein systematischer Lehrgang des Klavierspiels mit methodischem Leitfaden für den Elementar-Klavierunterricht, Schott, Mainz OCLC 179993961
- Tägliche Klavierübungen nebst einem Anhang: Musiktheoretische Elemente, Erklärung der gebräuchlichsten Verzierungen, Vieweg, Berlin-Lichterfelde OCLC 1284341662
- Methodischer Leitfaden für den Klavierunterricht
- Die Technik des polyphonen Spiels op. 83, 1919
- Lehrgang des Klavierspiels für Erwachsene, zugleich Allgemeine Musiklehre, Ch. F. Vieweg, Berlin-Lichterfelde OCLC 73374420

### Editionen

#### Für Chor
- Hilfsbuch für den Chorgesangunterricht an höheren Schulen, Göttingen, 1885 OCLC 46242527
- Neuer Liederhort, 300 Lieder und Gesänge für gemischten Chor zum Gebrauch in Schulen, Vereinen und geselligen Kreisen, C. Bertelsmann, Gütersloh OCLC 38368632

#### Für Klavier
- Ausgewählte Sonatinen und Stücke, Heft 1 OCLC 610697937
- Ausgewählte Sonatinen und Stücke für den Klavierunterricht, Heft 2 OCLC 970688862
- Ausgewählte Sonatinen und Stücke für den Klavierunterricht, Heft 3 OCLC 959394789
- Kabinettstücke aus der neueren Klavierliteratur, Leuckart, Leipzig OCLC 970688862
- Zur Erholung. Alte und neue Klavierstücke zu vier Händen für die Unter- und Mittelstufe in vier Bänden OCLC 638565804
- Sonatinen und Stücke OCLC 314879348
- Bach und Händel eine Auswahl ihrer leichten Klavierstücke zur Einführung in den Geist der Altmeister,  Vieweg, Berlin-Lichterfelde, 1924